# 1928년 하계 올림픽 축구
축구는 1928년 하계 올림픽의 세부 종목 중 하나이다. 우루과이는 아르헨티나를 이기고 2대회 연속 우승을 달성했으며, 이 대회는 1930년에 초대 FIFA 월드컵이 열리기 전에 진행된 마지막 올림픽 축구 대회이기도 하다.

## 경기장
| 올림픽 경기장              | 올트 스타디온     |
| 수용 인원: 33,005          | 수용 인원: 29,787 |
|                            |                   |
| 올림픽 경기장올트 스타디온 |                   |

## 배경
1928년까지 올림픽 축구 대회는 축구 세계 선수권으로도 통용되었고, 1920년(14개국), 1924년(22개국), 그리고 1928년(17개국) 대회 모두 1930년 초대 FIFA 월드컵보다 참가국 수가 많았다. 그로 인해 축구의 행정을 담당하는 국제 축구 연맹은 비록 대회를 직접 주관하고 운영하지만, 올림픽 취지와 대조되는 행보를 보였다.
당시 올림픽 참가 선수들은 아마추어 지위를 유지해야 했는데, 이와 대조되게 축구계는 프로 활동이 대세가 되었다. 결국 FIFA는 프로 무대가 활성화된 나라들의 의견을 수용하기 위해 올림픽에 모든 선수들이 참가할 수 있어야 한다고 요청했다. 그들의 요건이 충족하려면 선수들은 국가 협회의 비정기적인 급여만 받아야 했다: 소위 '비정기적 급여'는 수입을 포기하고 불가피한 지출이 필요하다는 것이었다.
1928년 2월 17일, 영연방 4개국 협회는 위의 행위를 단행한 FIFA에서 탈퇴하기로 만장일치로 의결했고, 4개국 협회는 "원하는 방식대로 독자적으로 활동해도 좋다."고 봤다. 프랑스 축구 연맹 앙리 들로네 회장은 FIFA가 올림픽 외의 국제 대회를 조직해야 한다고 주장했다.
1926년, 들로네는 FIFA 회의에서 다음과 같이 발언했다. "오늘날 국제 축구계는 올림픽의 울타리 안에만 머물 수 없습니다. 다수의 나라에서 프로 무대가 들어서고 조직되었으며, 더 이상 최고 선수들을 대회에 참가시킬 수 없는 상황에 직면했습니다." 대회 전날인 1928년 5월 26일, 쥘 리메가 참가한 암스테르담의 FIFA 회의에서 1930년에 새 FIFA 월드컵 대회를 개최하는 쪽에 투표하였고, 모든 회원국에게 참가할 수 있도록 문을 열었다. 이탈리아, 스웨덴, 네덜란드, 스페인, 그리고 우루과이 모두 대회 유치를 시도했다.

## 참가국

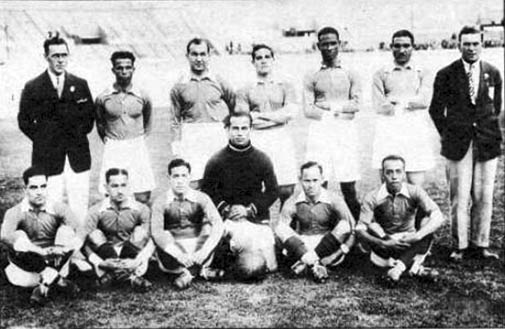
이집트 선수단

1926년은 영연방 협회가 국제 축구 연맹에 아마추어 선수 정의 수용을 요청한 지 3년이 되는 해이나, FIFA는 거절했다. 로마 회의는 영연방과 덴마크 협회를 다시 가입시키기 위해 열렸지만 큰 소득을 거두지 못했다. 비정기적 급여를 주장하던 스위스 측은 다음과 같이 주장했다: 각국 협회들이 규정한 이례적인 경우가 아닌 경우 비정기적 보수 지급은 허용되지 않는다. 이러한 주장으로부터 중앙집권화된 FIFA 당국과 축구 협회 간의 마찰이 있었다. 1927년, FIFA는 올림픽 위원회에 비정기적 급여를 참가 선수들의 급여 해결에 한정할 것을 요청했다. 영연방 협회는 이후 올림픽에서 철수하였고, 이후 FIFA에서도 탈퇴했다.(Association Football (1960))
우루과이는 가장 유력한 우승후보로 거론되었고, 아르헨티나 또한 우루과이와 마찬가지로 우승후보로 분류되었다. 1924년에 우루과이 선수단이 귀국했을 때 아르헨티나와 두 차례의 경기를 벌일 것을 수락했다. 아르헨티나 지지자들은 호세 레안드로 안드라데에게 투사체를 투척해 경기장 한가운데에 머무는 방법 외에는 대안이 없었다. 아르헨티나는 이 경기에서 승리했다. 전 대회 올림픽 금메달을 획득한 우루과이는 국내 두 주요 구단인 나시오날과 페냐롤에서 선수들을 대규모로 차출했다.

### 유럽 국가들
1924년 대회와 비교해 경쟁이 더 치열해졌다. 10개국(총 17개국 중)이 네덜란드에 선수단을 파견했다. 이탈리아는 1925년부터 단 2번밖에 패하지 않았다. 이탈리아의 아우구스토 랑고네 감독은 1923년에 협회가 손실을 보상한 것에 톡톡히 효과를 보았다. 대회 2년 전부터 그의 공격진은 거의 비슷하게 기용되었다: 아돌포 발론치에리, 비르질리오 레브라토. 비록 아르헨티나 태생 훌리오 리보나티가 대회 전에 빠지게 되었지만 안젤로 스키아보가 그의 빈 자리를 채웠다. 스페인 또한 전번 올림픽 이래 단 1번밖에 패하지 않았다. 그러나, 첫 경기를 치르고 나서 경험 많은 주장 페드로 바야나를 잃게 되었다.

## 대회 본선
우루과이는 첫 경기부터 개최국 네덜란드를 40,000명이 지켜보는 앞에서 2-0으로 이겨 전 대회에서 논란의 승리를 잠재울 수 있었다. 장 랑게뉘 주심은 이 경기를 잘 제어하여 찬사를 받았다. 한편, 아르헨티나는 미국에 11-2의 무난한 승리를 거두었다. 이어서 8강전에서 우루과이는 독일을 4-1로 이겼다. 또다른 8강전에서 이탈리아와 스페인이 만났다. 둘은 본 경기에서 스페인의 막판 동점골로 승부를 내지 못하면서 재경기를 치르게 되었다. 사흘 후 벌어진 재경기에서 이탈리아는 전반전에만 4골을 폭격했다. 랑고네는 큰 변화를 주지 않고 기존 선수들을 신뢰하기로 결정했다. 한편, 스페인은 2명의 선수를 교체한 이탈리아와 대조되게 5명의 출전 선수를 바꾸는 강수를 두었다. 포르투갈은 칠레(4-2 승)와 유고슬라비아(2-1 승)를 이기고 이집트에 1-2로 패했다. 아프리카 대표로 출전한 이집트는 아르헨티나와 준결승전에서 맞대결을 벌였다.

## 대진표
|  | 16강전                | 16강전                   |                            |       | 8강전      | 8강전      |                      |                      | 준결승전 | 준결승전 |  |  | 결승전 | 결승전 |
|  |                       |                          |                            |       |            |            |                      |                      |          |          |  |  |        |        |
|  | 5월 30일 – 암스테르담 |                          |                            |       |            |            |                      |                      |          |          |  |  |        |        |
|  |                       |                          |                            |       |            |            |                      |                      |          |          |  |  |        |        |
|  | 우루과이              | 2                        |                            |       |            |            |                      |                      |          |          |  |  |        |        |
|  | 우루과이              | 2                        | 6월 3일 – 암스테르담       |       |            |            |                      |                      |          |          |  |  |        |        |
|  | 네덜란드              | 0                        |                            |       |            |            |                      |                      |          |          |  |  |        |        |
|  | 네덜란드              | 0                        | 우루과이                   | 4     |            |            |                      |                      |          |          |  |  |        |        |
|  | 5월 28일 – 암스테르담 |                          | 우루과이                   | 4     |            |            |                      |                      |          |          |  |  |        |        |
|  |                       | 독일                     | 1                          |       |            |            |                      |                      |          |          |  |  |        |        |
|  | 독일                  | 독일                     | 1                          | 4     |            |            |                      |                      |          |          |  |  |        |        |
|  | 독일                  |                          | 6월 7일 – 암스테르담       | 4     |            |            |                      |                      |          |          |  |  |        |        |
|  | 스위스                | 0                        |                            |       |            |            |                      |                      |          |          |  |  |        |        |
|  | 스위스                | 0                        | 우루과이                   | 3     |            |            |                      |                      |          |          |  |  |        |        |
|  | 5월 29일 – 암스테르담 |                          | 우루과이                   | 3     |            |            |                      |                      |          |          |  |  |        |        |
|  |                       | 이탈리아                 | 2                          |       |            |            |                      |                      |          |          |  |  |        |        |
|  | 이탈리아              | 이탈리아                 | 2                          | 4     |            |            |                      |                      |          |          |  |  |        |        |
|  | 이탈리아              | 6월 1일/4일 – 암스테르담 |                            | 4     |            |            |                      |                      |          |          |  |  |        |        |
|  | 프랑스                | 3                        |                            |       |            |            |                      |                      |          |          |  |  |        |        |
|  | 프랑스                | 3                        | 이탈리아 (재)              | 1 (7) |            |            |                      |                      |          |          |  |  |        |        |
|  | 5월 30일 – 암스테르담 |                          | 이탈리아 (재)              | 1 (7) |            |            |                      |                      |          |          |  |  |        |        |
|  |                       | 스페인                   | 1 (1)                      |       |            |            |                      |                      |          |          |  |  |        |        |
|  | 스페인                | 스페인                   | 1 (1)                      | 7     |            |            |                      |                      |          |          |  |  |        |        |
|  | 스페인                |                          | 6월 10일/13일 – 암스테르담 | 7     |            |            |                      |                      |          |          |  |  |        |        |
|  | 멕시코                | 1                        |                            |       |            |            |                      |                      |          |          |  |  |        |        |
|  | 멕시코                | 1                        | 우루과이 (재)              | 1 (2) |            |            |                      |                      |          |          |  |  |        |        |
|  | 5월 28일 – 암스테르담 |                          | 우루과이 (재)              | 1 (2) |            |            |                      |                      |          |          |  |  |        |        |
|  |                       | 아르헨티나               | 1 (1)                      |       |            |            |                      |                      |          |          |  |  |        |        |
|  | 이집트                | 아르헨티나               | 1 (1)                      | 7     |            |            |                      |                      |          |          |  |  |        |        |
|  | 이집트                | 6월 4일 – 암스테르담     |                            | 7     |            |            |                      |                      |          |          |  |  |        |        |
|  | 튀르키예              | 1                        |                            |       |            |            |                      |                      |          |          |  |  |        |        |
|  | 튀르키예              | 1                        | 이집트                     | 2     |            |            |                      |                      |          |          |  |  |        |        |
|  | 5월 29일 – 암스테르담 |                          | 이집트                     | 2     |            |            |                      |                      |          |          |  |  |        |        |
|  |                       | 포르투갈                 | 1                          |       |            |            |                      |                      |          |          |  |  |        |        |
|  | 포르투갈              | 포르투갈                 | 1                          | 2     |            |            |                      |                      |          |          |  |  |        |        |
|  | 포르투갈              |                          | 6월 6일 – 암스테르담       | 2     |            |            |                      |                      |          |          |  |  |        |        |
|  | 유고슬라비아 왕국     | 1                        |                            |       |            |            |                      |                      |          |          |  |  |        |        |
|  | 유고슬라비아 왕국     | 1                        | 이집트                     | 0     |            |            |                      |                      |          |          |  |  |        |        |
|  | 5월 27일 – 암스테르담 |                          | 이집트                     | 0     |            |            |                      |                      |          |          |  |  |        |        |
|  |                       | 아르헨티나               | 6                          |       | 3위 결정전 | 3위 결정전 |                      |                      |          |          |  |  |        |        |
|  | 아르헨티나            | 아르헨티나               | 6                          | 11    | 3위 결정전 | 3위 결정전 |                      |                      |          |          |  |  |        |        |
|  | 아르헨티나            | 6월 2일 – 암스테르담     | 6월 2일 – 암스테르담       | 11    |            |            | 6월 9일 – 암스테르담 | 6월 9일 – 암스테르담 |          |          |  |  |        |        |
|  | 미국                  | 6월 2일 – 암스테르담     | 6월 2일 – 암스테르담       | 2     |            |            | 6월 9일 – 암스테르담 | 6월 9일 – 암스테르담 |          |          |  |  |        |        |
|  | 미국                  | 아르헨티나               | 6                          | 2     | 이탈리아   | 11         |                      |                      |          |          |  |  |        |        |
|  | 5월 29일 – 암스테르담 | 아르헨티나               | 6                          |       | 이탈리아   | 11         |                      |                      |          |          |  |  |        |        |
|  |                       | 벨기에                   | 3                          |       | 이집트     | 3          |                      |                      |          |          |  |  |        |        |
|  | 벨기에                | 벨기에                   | 3                          | 5     | 이집트     | 3          |                      |                      |          |          |  |  |        |        |
|  | 벨기에                |                          |                            | 5     |            |            |                      |                      |          |          |  |  |        |        |
|  | 룩셈부르크            | 3                        |                            |       |            |            |                      |                      |          |          |  |  |        |        |
|  | 룩셈부르크            | 3                        |                            |       |            |            |                      |                      |          |          |  |  |        |        |

## 상세 경기 정보

### 예선전
| 포르투갈                                   | 4–2    | 칠레                        |
| ------------------------------------------ | ------ | --------------------------- |
| 비투르 실바 38′ · 페프 40′, 50′ · 무타 63′ | 리포트 | 사베드라 14′ · 카르보넬 30′ |

### 16강전
| 벨기에                                           | 5–3    | 룩셈부르크                           |
| ------------------------------------------------ | ------ | ------------------------------------ |
| R. 브렌 9′, 72′ · 페르세이프 20′ · 뫼샬 23′, 67′ | 리포트 | 슈츠 31′ · 바이스거버 42′ · 테센 44′ |

| 독일                              | 4–0    | 스위스 |
| --------------------------------- | ------ | ------ |
| 호프만 17′, 75′, 85′ · 호나워 42′ | 리포트 |        |

| 이집트                                                                                              | 7–1    | 튀르키예   |
| --------------------------------------------------------------------------------------------------- | ------ | ---------- |
| 엘-하사니 20′ (페널티) · 리아드 27′ · 모흐타르 46′, 50′, 63′ · 엘-사예드 호다 53′ · 엘-조베이르 86′ | 리포트 | 레페트 71′ |

| 이탈리아                                                | 4–3    | 프랑스                     |
| ------------------------------------------------------- | ------ | -------------------------- |
| 로세티 19′ · 레브라토 39′ · 반케로 43′ · 발론치에리 60′ | 리포트 | 브루즈 15′, 17′ · 도팽 61′ |

| 포르투갈                              | 2–1    | 유고슬라비아 왕국 |
| ------------------------------------- | ------ | ----------------- |
| 비투르 실바 25′ · 아우구스투 실바 90′ | 리포트 | 보나치치 40′      |

| 아르헨티나                                                                              | 11–2   | 미국                  |
| --------------------------------------------------------------------------------------- | ------ | --------------------- |
| 페레이라 9′, 29′ · 타라스코니 24′, 63′, 66′, 89′ · 오르시 41′, 73′ · 체로 47′, 49′, 57′ | 리포트 | 컨트너 55′ · 캐럴 75′ |

| 스페인                                                                   | 7–1    | 멕시코     |
| ------------------------------------------------------------------------ | ------ | ---------- |
| 레게이로 13′, 27′ · 예르모 43′, 63′, 85′ · 마르쿨레타 66′ · 마리스칼 70′ | 리포트 | 카레뇨 76′ |

| 네덜란드 | 0–2    | 우루과이                      |
| -------- | ------ | ----------------------------- |
|          | 리포트 | 스카로네 20′ · 우르디나란 86′ |

### 8강전
| 이탈리아       | 1–1    | 스페인     |
| -------------- | ------ | ---------- |
| 발론치에리 63′ | 리포트 | 살두아 11′ |

| 이탈리아                                                                                         | 7–1    | 스페인     |
| ------------------------------------------------------------------------------------------------ | ------ | ---------- |
| 마뇨치 14′ · 스키아비오 15′ · 발론치에리 18′ · 베르나르디니 40′ · 리볼타 72′ · 레브라토 76′, 77′ | 리포트 | 예르모 47′ |

| 아르헨티나                                              | 6–3    | 벨기에                              |
| ------------------------------------------------------- | ------ | ----------------------------------- |
| 타라스코니 1′, 10′, 75′, 89′ · 페레이라 4′ · 오르시 81′ | 리포트 | R. 브렌 24′ · 판할머 28′ · 뫼샬 53′ |

| 우루과이                              | 4–1    | 독일       |
| ------------------------------------- | ------ | ---------- |
| 페트로네 35′, 39′, 84′ · 카스트로 63′ | 리포트 | 호프만 81′ |

| 이집트                    | 2–1    | 포르투갈        |
| ------------------------- | ------ | --------------- |
| 모흐타르 15′ · 리아드 48′ | 리포트 | 비투르 실바 76′ |

### 준결승전
준결승전에서 이탈리아는 우루과이를 상대했다. 이탈리아는 잔피에로 콤비를 골문 앞에 안젤로 스키아비오를 최전방에 배치했다. 이 두 선수는 훗날 1934년 월드컵에서 세계 정상에 올라섰다. 이 경기에서 우루과이는 전반 종료를 앞두고 앞서나갔다. 레브라토의 후반전 만회골에도 불구하고 이탈리아는 경기를 뒤집지 못했고, 최종적으로 하늘색 군단이 페드로 세아, 엑토르 스카로네의 앞서나간 골을 잘 지켜내 결승에 올라섰다.
| 아르헨티나                                              | 6–0    | 이집트 |
| ------------------------------------------------------- | ------ | ------ |
| 체로 10′ · 페레이라 32′, 82′ · 타라스코니 37′, 54′, 61′ | 리포트 |        |

| 우루과이                             | 3–2    | 이탈리아                     |
| ------------------------------------ | ------ | ---------------------------- |
| 세아 17′ · 캄폴로 28′ · 스카로네 31′ | 리포트 | 발론치에리 9′ · 레브라토 60′ |

### 동메달 결정전
| 이탈리아                                                                                    | 11–3   | 이집트                        |
| ------------------------------------------------------------------------------------------- | ------ | ----------------------------- |
| 스키아비오 6′, 42′, 58′ · 발론치에리 14′, 52′ · 반케로 19′, 39′, 44′ · 마뇨치 72′, 80′, 88′ | 리포트 | 리아드 12′, 16′ · 엘-에잠 60′ |

### 금메달 결정전
우루과이는 결승전에서 이집트를 대파한 아르헨티나를 상대했다.(아르헨티나는 이집트와 선수단 두께차를 이용해 6골차로 이겼고, 이집트는 이어서 이탈리아와의 동메달 결정전에서 11골을 실점해 패했다).
결승전은 대점전이었다. 양국 모두 대회에서 단 한 경기도 패하지 않고 올라왔고, 4년 전 올림픽 이래 비슷한 수의 승패를 주고받았다. 경기 전 분위기는 팽팽했다. 네덜란드는 유럽 전역에서 250,000장의 투표 구매 제의를 받았다.
본 경기에서는 많은 일이 일어나지 않았다. 본경기는 1-1 무승부로 끝나면서 재경기로 이어졌다. 우루과이의 스카로네가 재경기 후반전에 결승골을 득점해 올림픽 2연패에 성공했다.
본경기
| 우루과이     | 1–1 (연장전) | 아르헨티나   |
| ------------ | ------------ | ------------ |
| 페트로네 23′ | 리포트       | 페레이라 50′ |

재경기
| 우루과이                    | 2–1    | 아르헨티나 |
| --------------------------- | ------ | ---------- |
| 피게로아 17′ · 스카로네 73′ | 리포트 | 몬티 28′   |

| 우루과이 | 아르헨티나 |

| GK              |  | 안드레스 마살리    |
| RB              |  | 호세 나사시 (주장) |
| LB              |  | 페드로 아리스페    |
| RH              |  | 호세 안드라데      |
| CH              |  | 후안 피리스        |
| LH              |  | 알바로 헤스티도    |
| OR              |  | 후안 아레몬        |
| IR              |  | 엑토르 스카로네    |
| CF              |  | 레네 보르하스      |
| IL              |  | 페드로 세아        |
| OL              |  | 로베르토 피게로아  |
| 감독:           |  |                    |
| 프리모 히아노티 |  |                    |

| GK             |  | 앙헬 보시오             |
| RB             |  | 루도비코 비도글리오     |
| LB             |  | 페르난도 파테르노스테르 |
| RH             |  | 세군도 메디시           |
| CH             |  | 루이스 몬티             |
| LH             |  | 후안 에바리스토         |
| OR             |  | 알프레도 카리카베리     |
| IR             |  | 도밍고 타라스코니       |
| CF             |  | 마누엘 페레이라         |
| IL             |  | 펠리시아노 페르두카     |
| OL             |  | 라이문도 오르시         |
| 감독:          |  |                         |
| 호세 라고 미얀 |  |                         |

| GK              |  | 안드레스 마살리    |
| RB              |  | 호세 나사시 (주장) |
| LB              |  | 페드로 아리스페    |
| RH              |  | 호세 안드라데      |
| CH              |  | 후안 피리스        |
| LH              |  | 알바로 헤스티도    |
| OR              |  | 후안 아레몬        |
| IR              |  | 엑토르 스카로네    |
| CF              |  | 레네 보르하스      |
| IL              |  | 페드로 세아        |
| OL              |  | 로베르토 피게로아  |
| 감독:           |  |                    |
| 프리모 히아노티 |  |                    |

| GK             |  | 앙헬 보시오             |
| RB             |  | 루도비코 비도글리오     |
| LB             |  | 페르난도 파테르노스테르 |
| RH             |  | 세군도 메디시           |
| CH             |  | 루이스 몬티             |
| LH             |  | 후안 에바리스토         |
| OR             |  | 알프레도 카리카베리     |
| IR             |  | 도밍고 타라스코니       |
| CF             |  | 마누엘 페레이라         |
| IL             |  | 펠리시아노 페르두카     |
| OL             |  | 라이문도 오르시         |
| 감독:          |  |                         |
| 호세 라고 미얀 |  |                         |

| 부심: 울리세스 사우세도 (볼리비아) 앙리 크리스토프 (벨기에) |

### 패자전 1차전
국제 축구 연맹은 패자전 대회를 열었지만, 암스테르담 올림픽 조직 위원회처럼 체계적으로 이루어지지 않았고, 올림픽 기록에는 1928년 하계 올림픽의 공식 경기로 간주되지 않는다.
| 네덜란드                         | 3–1    | 벨기에      |
| -------------------------------- | ------ | ----------- |
| 헤링 4′ · 스메이츠 6′ · 타프 63′ | 리포트 | P. 브렌 85′ |

| 칠레                     | 3–1    | 멕시코   |
| ------------------------ | ------ | -------- |
| 수비아브레 24′, 48′, 89′ | 리포트 | 소타 15′ |

### 패자전 결승전
| 네덜란드                | 2–2    | 칠레                    |
| ----------------------- | ------ | ----------------------- |
| 헤링 59′ · 스메이츠 66′ | 리포트 | 브라보 55′ · 알파로 89′ |

- 참고: 이 대회 우승국은 네덜란드이나, 우승컵은 칠레가 가져갔다

## 메달리스트

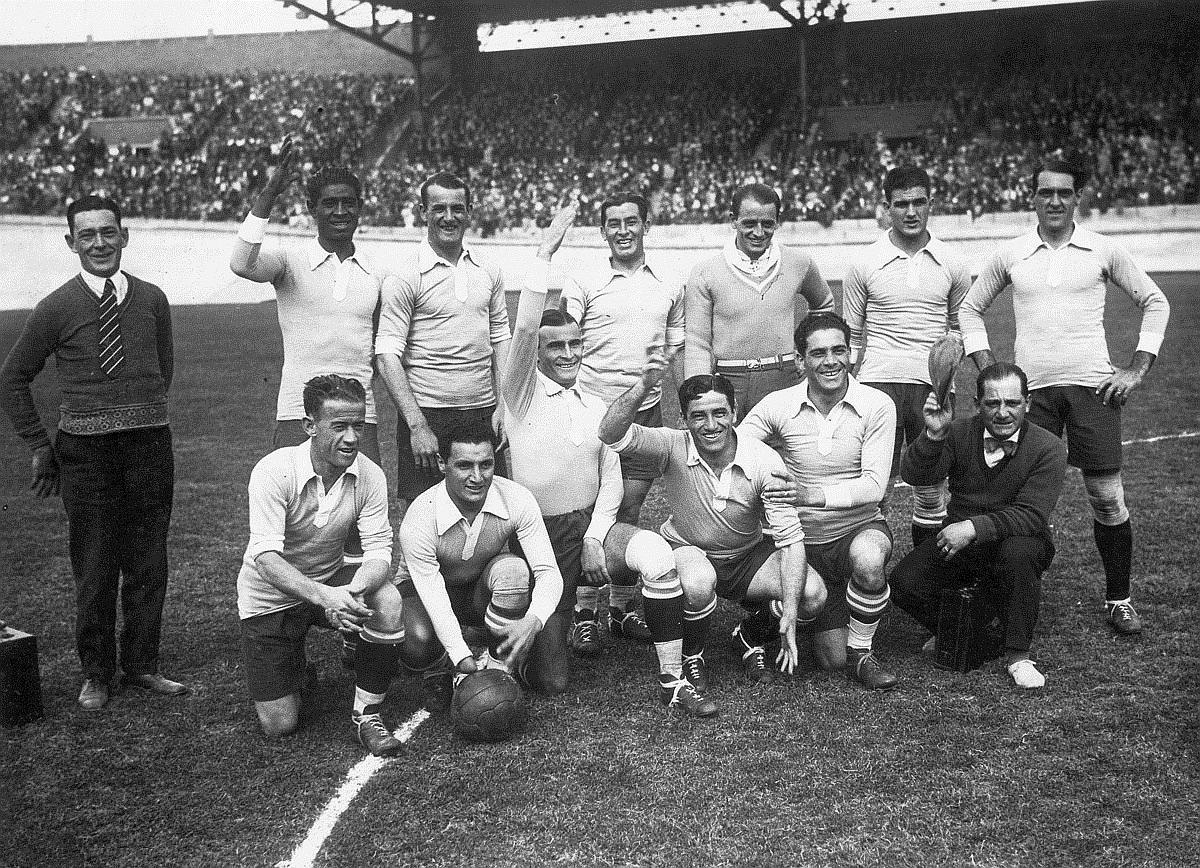
이 대회를 우승한 우루과이 선수단

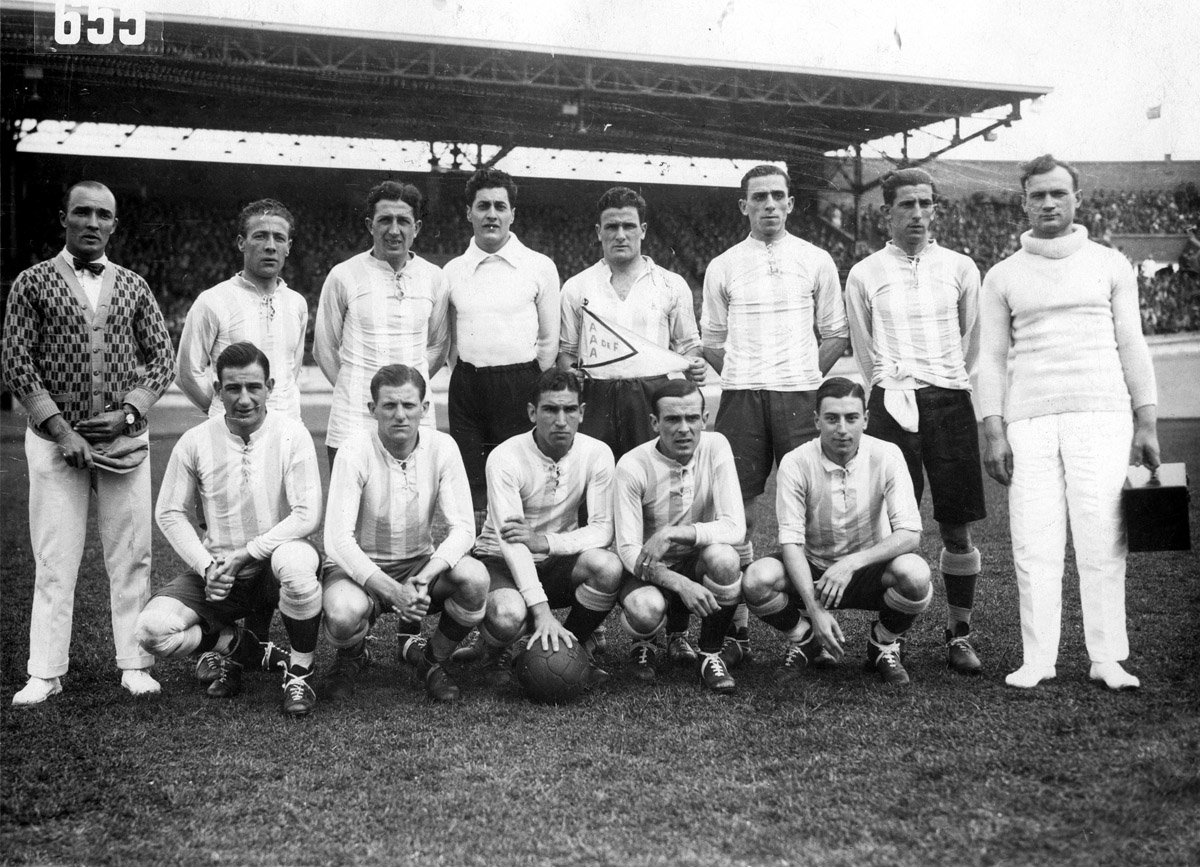
이 대회 은메달을 획득한 아르헨티나 선수단

| 금메달 | 은메달 | 동메달 |
| 우루과이 (URU) - 호세 안드라데 - 후안 페레그리노 안셀모 - 페드로 아리스페 - 후안 아레몬 - 베낭시오 바르티바스 - 파우스토 바티그나니 - 레네 보르하스 - 안토니오 캄폴로 - 아데마르 카나베시 - 엑토르 카스트로 - 페드로 세아 - 로렌소 페르난데스 - 로베르토 피게로아 - 알바로 헤스티도 - 안드레스 마살리 - 앙헬 멜로그노 - 호세 나사시 - 페드로 페트로네 - 후안 피리스 - 엑토르 스카로네 - 도밍고 테헤라 - 산토스 우르디나란 | 아르헨티나 (ARG) - 루도비코 비도글리오 - 앙헬 보시오 - 사울 칼란드라 - 알프레도 카리카베리 - 로베르토 체로 - 옥타비오 디아스 - 후안 에바리스토 - 마누엘 페레이라 - 엔리케 가인사라인 - 알프레도 엘만 - 세군도 루나 - 앙헬 세군도 메디시 - 루이스 몬티 - 페드로 오초아 - 로돌포 올란디니 - 라이문도 오르시 - 페르난도 파테르노스테르 - 펠리시아노 페르두카 - 나탈리오 페리네티 - 도밍고 타라스코니 - 루이스 웨이무예르 - 아돌포 수멜수 | 이탈리아 (ITA) - 엘비오 반케로 - 비르질리오 레브라토 - 피에트로 파스토레 - 지노 로세티 - 아틸리오 페라리스 - 엔리코 리볼타 - 펠리체 가스페리 - 알프레도 피토 - 피에트로 제노베시 - 안젤로 잔니 - 풀비오 베르나르디니 - 실비오 피에트로보니 - 안드레아 비비아노 - 델포 벨리니 - 움베르토 칼리가리스 - 비르지니오 로세타 - 잔피에로 콤비 - 조반니 데 프라 - 아돌포 발론치에리 - 마리오 마뇨치 - 안젤로 스키아비오 - 발렌티노 데가니 |

## 득점 집계
11골

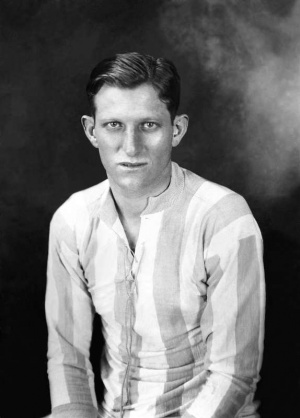
대회 최다 득점자인 아르헨티나의 도밍고 타라스코니는 이 대회에서 11골을 기록했다.

- 도밍고 타라스코니 (아르헨티나)

6골
- 마누엘 페레이라 (아르헨티나)
- 아돌포 발론치에리 (이탈리아)

4골
- 로베르토 체로 (아르헨티나)
- 레몽 브렌 (벨기에)
- 알리 무함마드 리아드 (이집트)
- 마흐무드 엘-테트시 (이집트)
- 리하트 호프만 (독일)
- 엘비오 반케로 (이탈리아)
- 비르질리오 레브라토 (이탈리아)
- 마리오 마뇨치 (이탈리아)
- 안젤로 스키아비오 (이탈리아)
- 호세 마리아 예르모 (스페인)
- 페드로 페트로네 (우루과이)

3골
- 라이문도 오르시 (아르헨티나)
- 자크 뫼샬 (벨기에)
- 기예르모 수비아브레 (칠레)
- 비투르 실바 (포르투갈)
- 엑토르 스카로네 (우루과이)

2골
- 쥐스트 브루즈 (프랑스)
- 레오나르뒤스 헤링 (네덜란드)
- 펠릭스 스메이츠 (네덜란드)
- 페프 소아르스 (포르투갈)
- 루이스 레게이로 (스페인)

1골
- 루이스 몬티 (아르헨티나)
- 플로리몬트 판할머 (벨기에)
- 루이스 페르시프 (벨기에)
- 오스카르 알파로 (칠레)
- 알레한드로 카르보넬 (칠레)
- 마누엘 브라보 파레데스 (칠레)
- 기예르모 사베드라 (칠레)
- 무사 하산 엘-에잠 (이집트)
- 알리 엘-하사니 (이집트)
- 이스마일 엘-사예드 호다 (이집트)
- 가밀 엘-조베이르 (이집트)
- 로베르 도팽 (프랑스)
- 요제프 호나워 (독일)
- 풀비오 베르나르디니 (이탈리아)
- 엔리코 리볼타 (이탈리아)
- 지노 로세티 (이탈리아)
- 기욤 슈츠 (룩셈부르크)
- 로베르 테센 (룩셈부르크)
- 장-피에르 바이스거버 (룩셈부르크)
- 후안 카레뇨 (멕시코)
- 에르네스토 소타 (멕시코)
- 빔 타프 (네덜란드)
- 발데마르 모타 (포르투갈)
- 아우구스투 실바 (포르투갈)
- 마르틴 마르쿨레타 (스페인)
- 앙헬 마리스칼 (스페인)
- 도밍고 살두아 (스페인)
- 베키르 레페트 (튀르키예)
- 헨리 캐럴 (미국)
- 루디 컨트너 (미국)
- 안토니오 캄폴로 (우루과이)
- 엑토르 카스트로 (우루과이)
- 페드로 세아 (우루과이)
- 로베르토 피게로아 (우루과이)
- 산토스 우르디나란 (우루과이)
- 미르코 보나치치 (유고슬라비아 왕국)